# Aphodius spinifrontis
Aphodius spinifrontis là một loài bọ cánh cứng trong họ Scarabaeidae. Loài này được Reitter miêu tả khoa học năm 1901.